# Isabel Madalena de Hesse-Darmstadt

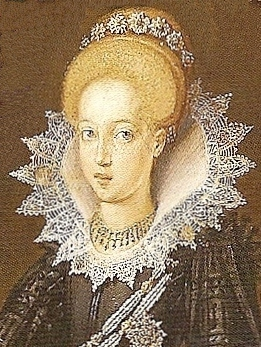
Isabel Madalena de Hesse-Darmstadt

Isabel Madalena de Hesse-Darmstadt (em alemão, Elisabeth Magdalena von Hessen-Darmstadt;  Darmstadt, 23 de abril de 1600 - Montbéliard, 9 de junho de 1624) foi a primeira esposa do duque Luís Frederico de Württemberg-Montbéliard.

## Família
Isabel Madalena era a filha mais velha do marquês Luís V de Hesse-Darmstadt e da marquesa Madalena de Brandemburgo. Os seus avós paternos eram o conde Jorge I de Hesse-Darmstadt e a condessa Madalena de Lippe. Os seus avós maternos eram o príncipe-eleitor João Jorge de Brandemburgo e a princesa Isabel de Anhalt-Zerbst.

## Casamento e descendência
Isabel casou-se no dia 13 de julho de 1617 com o duque Luís Frederico de Württemberg-Montbéliard. O casal teve três filhos:
- Cristóvão de Württemberg-Montbéliard (25 de dezembro de 1620 - 1 de janeiro de 1621), morreu com um ano de idade.
- Henriqueta Luísa de Württemberg-Montbéliard (20 de junho de 1623 - 24 de agosto de 1650), casada com o marquês Alberto de Brandemburgo-Ansbach; sem descendência.
- Leopoldo Frederico de Württemberg-Montbéliard (30 de maio de 1624 - 15 de junho de 1662), casado com a duquesa Sibila de Württemberg; sem descendência.

## Morte
Isabel morreu devido às sequelas do parto do seu filho mais novo, nove dias depois do seu nascimento. No ano seguinte, seu marido casou-se com a duquesa Ana Leonor de Nassau-Saarbrücken.